# Тибетски календар
Тибетският календар е лунен календар, според който тибетската година се състои от дванадесет или тринадесет лунни месеца, всеки от които започва и свършва при новолуние. Тринадесетият месец се добавя приблизително веднъж на 3 години и така тибетската година е равна на слънчевата година. Месеците в календара нямат имена, а се назовават с номера им.
Дните на седмицата са наречени на небесни тела.
| Ден        | Тибетски    | фонетична транскрипция | Обект    |
| Неделя     | གཟའ་ཉི་མ་    | Sa nyi-ma              | Слънце   |
| Понеделник | གཟའ་ཟླ་བ་    | Sa da-wa               | Луна     |
| Вторник    | གཟའ་མིག་དམར་ | Sa Mik-mar             | Марс     |
| Сряда      | གཟའ་ལྷག་པ་   | Sa Lhak-pa             | Меркурий |
| Четвъртък  | གཟའ་ཕུར་བུ།   | Sa Phur-bu             | Юпитер   |
| Петък      | གཟའ་པ་སངས་  | Sa Pa-sang             | Венера   |
| Събота     | གཟའ་སྤེན་པ་   | Sa pen-pa              | Сатурн   |